# کومتزادورا
کومتزادورا (به ایتالیایی: Commezzadura) یک کومونه در ایتالیا است که در ترنتینو واقع شده‌است.

## خصوصیات
کومتزادورا ۲۲٫۵ کیلومترمربع مساحت و ۹۴۴ نفر جمعیت دارد.